# Грабовский, Пётр Александрович
Пётр Александрович Грабовский (укр. Петро Олександрович Грабовський; 8 сентября 1941 года, Новочеркасск, Ростовская область, РСФСР — 1 февраля 2018 года, Одесса, Украина) — советский и украинский учёный в области водоснабжения и водоотведения. Доктор технических наук (1991), профессор (1992).

## Биография
В 1963 году окончил Одесский инженерно-строительный институт.
В 1963—1965 гг. работал в КП Водоканалтрест г. Кишинева на должностях инженера ПТО, начальника района водопровода и технорука водопроводной сети. В 1965—1967 гг. работал в институте «Укргипрокоммунстрой». В 1967 году поступил в аспирантуру Ленинградского инженерно-строительного института. В 1970 году защитил кандидатскую диссертацию на тему «Исследование некоторых закономерностей движения жидкости в рассеивающем выпуске и начального разбавления сточных вод в море». Разработал конструкцию и методику расчета рассеивающих выпусков сточных вод в море, внедренные при проектировании и строительстве глубоководного выпуска сточных вод в Ялте.
С 1971 года и до последних дней работал в Одесском инженерно-строительном институте (с 1994 года — Одесская государственная академия строительства и архитектуры): в 1991—1996 гг. — заведующий, с 1996 года — профессор кафедры водоснабжения и рационального использования водных ресурсов.
В 1990 году защитил докторскую диссертацию на тему «Интенсификация скорых фильтров совершенствованием регенерации загрузки и конструкций дренажей». В 1991 году присуждена ученая степень доктора технических наук, а в 1992 году решением ученого совета Министерства образования ему присвоено звание профессора по кафедре водоснабжения.
Является автором 20 изобретений в области очистки воды фильтрованием.
Разработал теорию регенерации зернистых фильтров и методику оптимального проектирования пористых дренажей. Результаты руководимых им исследований внедрены в производство на водопроводах 15 городов Украины и стран СНГ — 164 открытых и 54 напорных фильтров общей площадью более 11 тысяч квадратных метров суммарной производительностью примерно 2 млн м³ в сутки.
Разработки кафедры по пористым полимербетонным дренажам включены в действующие строительные нормы и правила (ГСН и СНиП), в руководство к СНиП, а также типовые проекты станций очистки воды. Дренажи из пористого полимербетона работают на водоочистных станциях в городах Молдавии, Грузии, Украины и Российской Федерации.
По его инициативе были открыты две специализации: «Компьютерные технологии систем водоснабжения и водоотведения» и «Интенсификация и реконструкция сооружений водопроводно-канализационного хозяйства».

## Научная деятельность
Научные исследования посвящены теории и методике расчета глубоководного выпуска сточных вод; математическому моделированию сооружений водоснабжения и водоотведения. Разработал теорию и методы интенсификации фильтров для питьевой воды, а также автономные установки для высококачественной питьевой воды.
Автор 270 печатных работ, в том числе 4 нормативных документов, 4 учебных пособий с грифом Министерства образования и науки Украины, в том числе «Водоснабжение. Технико-экономические расчеты», «Водопроводные сети города», «Очистка природных вод», «Реконструкция и интенсификация сооружений водоснабжения и водоотведения» и монографии «Промывка водоочистных фильтров. Дренаж, отвод промывной воды». Автор обзоров «Конструкции дренажно-распределительных систем водоочистных фильтров», «Промывка скорых фильтров», а также организатором большого количества научно-технических конференций. Член оргкомитета международной конференции, приуроченной к 50-летию кафедры водоснабжения.
В 1989 году стал инициатором нового направления в обеспечении населения высококачественной питьевой водой, основная идея которого — создание автономных систем питьевого водоснабжения, малая производительность которых позволяет применять самые современные технологии очистки воды. Разработал установки для доочистки водопроводной воды типа КВУ и ЛВУ, рекомендованные к внедрению Министерством охраны здоровья Украины.
С 2000 года занимался вопросами математического моделирования работы водопроводно-канализационных сооружений, созданием алгоритмов управления работой очистных сооружений на основе оперативных данных, получаемых с помощью датчиков, измеряющих необходимые параметры (качество воды, расход, давление и т. п.). Создал ряд моделей и методик для расчета напорных и безнапорных систем транспортировки жидкости для потоков правильной и неправильной форм, а также фильтров с переменной производительностью.
Под его руководством были защищены 7 кандидатских и одна докторская диссертация.
Действительный член Академии строительства Украины, член Специализированных ученых советов по защите докторских диссертаций по специальности 05.23.04 водоснабжение, канализация: Д 41.085.03 в Одесской государственной академии строительства и архитектуры и Д 47.104.01 в Национальном университете водного хозяйства и природопользования (Ровно, Украина), член совета Ассоциации производителей водоочистной техники и очищенной воды (АВТ), заместитель председателя консультативного совета АВТ, член редакционной коллегии «Вестника Одесской государственной академии строительства и архитектуры», член редакционной коллегии «Информационного бюллетеня АВТ», член областной комиссии по вопросам повышения энергоэффективности, член экспертного совета Министерства образования и науки Украины (2011—2014).

### Публикации
- Водоснабжение: Техн.-экон. расчеты: учеб. пособие для вузов по специальности «Водоснабжение и канализация» / Г. М. Басс, Г. П. Владыченко, П. А. Грабовский и др. ; под ред. канд. техн. наук Г. М. Басса. — Киев: Вища школа, 1977. — 151 с.
- Аюкаев Р. И. Грабовский П. А. Ларкина Г. М. Направления интенсификации фильтрования воды // Химия и технология воды, 1991, Т. 13.— № 11. — С. 1046
- Грабовский П. А., Стрикаленко Т. В. Системы питьевого водоснабжения для г. Одессы // Градостроительство. Архитектура. Стройпроизводство": Сб //Сб. науч. докл. междун. выставки-симпозиума. — 1996. — С. 15-16.
- Василенко А. А., Грабовский П. А., Ларкина Г. М., Полищук А. В., Прогульный В. И. Реконструкция и интенсификация сооружений водоснабжения и водоотведения. Учебное пособие. — Киев — Одесса: КНУСА, ОГАСА, 2007. — 307 с.
- Очистка природных вод. / П. А. Грабовский, Г. М. Ларкина, В. И. Прогульный / Учебное пособие. — Одесса: ОГАСА. — 2003. — 267 с.
- Грабовский, П. А., Прогульный В. И., Тельпис В. С. МЕТОДИКА РАСЧЕТА ПОРИСТЫХ ТРУБ ДЛЯ ОТВЕДЕНИЯ ПРОМЫВНОЙ ВОДЫ ИЗ ВОДООЧИСТНЫХ ФИЛЬТРОВ. Коммунальное хозяйство городов 53 (2003): 41-48.
- Грабовский П. А., Гуринчик Н. А. Фильтрование воды через зернистый слой с убывающей скоростью. — 2006.
- Грабовский П. А., Гуринчик Н. А. Фильтрование воды через зернистый слой с убывающей во времени скоростью // Вода и экология: проблемы и решения. — № 4, 2008. — С. 3-12
- Грабовский, П. А., Ларкина Г. М., Прогульный В. И. Обеззараживание воды при снижении водопотребления города. Коммунальное хозяйство городов № 93 (2010): 29-33.
- Грабовский, П. А. Промывка водоочистных фильтров. Дренаж, отвод промывной воды : монография / Пётр Александрович Грабовский, Галина Марковна Ларкина, Виктор Иосифович Прогульный, Одес. гос. акад. стр-ва и архитектуры.- Одесса: Optimum, 2012.- 237,[1] с. 150 экз.- Библиогр.: с. 207—236 . — На рус. яз. ISBN 978-966-344-499-4
- Грабовский П. А., Горобченко А. И. Методика адаптивного управления при обеззараживании воды // Водоснабжение и санитарная техника. — № 7, 2017. — С. 49
- Грабовский П. А. Механизм промывки скорых фильтров и способы её интенсификации // Химия и технология воды. — Т. 6. — № 3. — С. 232

## Награды
- Серебряная медаль ВДНХ (1985)
- Почетный знак "За отличные успехи в области высшего образования СССР (1986)
- медаль «Ветеран труда» (1987)
- Нагрудный знак МОН Украины «Отличник образования»(2009)
- Почетная грамота Министерства образования и науки Украины